# سلطان المنذري
سلطان المنذري (مواليد 5 يناير 1995) لاعب كرة قدم إماراتي دولي يجيد اللعب كحارس مرمى مع نادي كلباء الإماراتي و منتخب الإمارات.

## مسيرة اللاعب
لعب في نادي الجزيرة في الفئات السنية و نادي دبا الفجيرة ونادي الوصل ونادي العين ونادي كلباء.